# Bertrand (Nebraska)
Bertrand è un comune degli Stati Uniti d'America, situato nello Stato del Nebraska, nella contea di Phelps.